# 111th Street (linea IND Fulton Street)
111th Street, conosciuta anche con il nome di 111th Street-Greenwood Avenue, è una fermata della metropolitana di New York, situata sulla linea IND Fulton Street. Nel 2015 è stata utilizzata da 767 647 passeggeri.
È servita dalla linea A Eighth Avenue Express, sempre attiva.